# Herb gminy Szczawin Kościelny
Herb gminy Szczawin Kościelny – jeden z symboli gminy Szczawin Kościelny, ustanowiony 12 lutego 2003.

## Wygląd i symbolika
Herb przedstawia na tarczy w polu błękitnym do połowy tarczy (od dołu) czerwony blankowany mur z pięcioma złotymi kłosami ułożonymi w wachlarz; zza muru wyłania się pół złotego lwa z podniesionym ogonem, trzymającego w łapach srebrny krzyż promienisty.